# 1. tanková divize SS „Leibstandarte SS Adolf Hitler“
1. Panzer Division SS „Leibstandarte SS Adolf Hitler“ byla německá divize Waffen-SS za druhé světové války.

## Historie
Měla dlouhou a spletitou historii. Pod názvem Leibstandarte SS Adolf Hitler (zkrácen LSSAH) byla totiž již v roce 1933 založena malá vojenská jednotka nacistické strany, určená především k ochraně osoby Adolfa Hitlera a jeho nejbližších soukmenovců. Postupem let se zprvu nevelká jednotka neustále zvětšovala, až se ve druhé polovině války přerodila v regulérní tankovou divizi. Od samého počátku až do července 1943 stál v jejím čele jeden z nejznámějších generálů SS, pozdější Oberstgruppenführer Sepp Dietrich, který byl po kapitulaci souzen za válečné zločiny. Začátkem války měla LSSAH velikost motorizovaného pluku. V červnu 1941 byla jednotka reorganizována na motorizovanou pěší divizi, v říjnu 1942 na divizi pancéřových granátníků (Panzergrenadier, což je ekvivalent mechanizované divize), v říjnu 1943 pak na tankovou divizi (SS Panzer Division LSSAH).

### Nasazení divize
Útvar se účastnil obsazení Rakouska i Sudet, stejně jako okupace zbytku Čech a Moravy v březnu 1939.
Příslušníci LSSAH prošli skutečným bojem až při invazi do Polska. V roce 1940 se aktivně účastnili útoku na Francii a země Beneluxu. Roku 1941 byli muži LSSAH nasazeni do operací v Řecku, Albánii a Jugoslávii, v květnu 1941 byl útvar stažen do Čech.

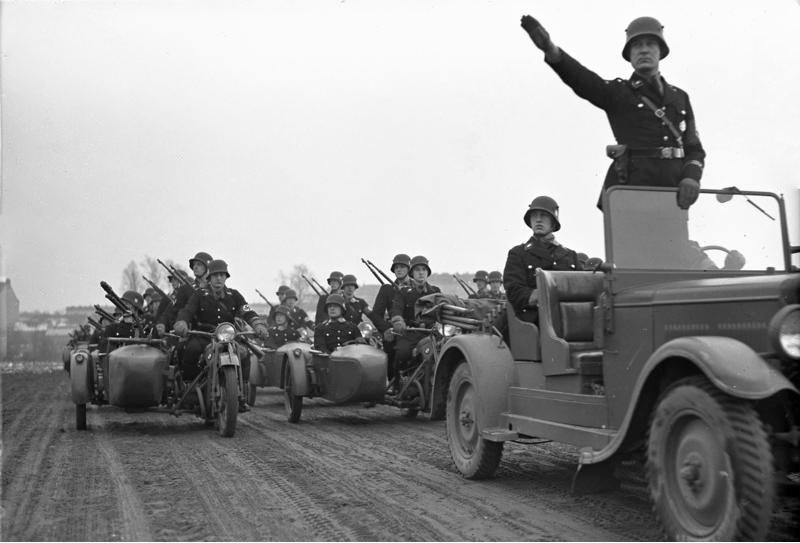
Motocyklisté LSSAH, 1939

Po zahájení operace „Barbarossa“ divize bojovala na východní frontě, kde se účastnila dobytí Kyjeva, potom postupu k Azovskému moři, v listopadu 1941 bojů v Rostově na Donu a u řeky Doněc. V červenci 1942 byla jednotka přesunuta do Francie, kde se posléze v listopadu zúčastnila okupace její vichistické části. V lednu 1943 byla opět přesunuta na východní frontu – operovala u Charkova a Bělgorodu. V srpnu 1943 se přesunula do Itálie, odkud se v listopadu téhož roku vrátila na východní frontu, kde byla zasazena do bojů u Kyjeva. V dubnu 1944 byla divize převelena do Belgie a v červnu do Francie, kde se podílí na obranných bojích s vyloděnými spojeneckými vojsky v Normandii. V září 1944 byla stažena do Německa k reorganizaci a doplnění stavu a poté zařazena do jednotek určených k provedení ofenzivy v Ardenách. Jejím posledním působištěm se stala východní fronta. Zde bojovala na území Maďarska a nakonec Rakouska, kde posléze kapitulovala. Někteří její příslušníci bojovali až do pádu Berlína.

### Válečné zločiny
Divize je spojena s řadou válečných zločinů, například s Malmédským masakrem spáchaným roku 1944 během ofenzivy v Ardenách.
- V září roku 1939, během německého útoku na Polsko nařídil SS-Obermusikmeister Hermann Müller-John popravu 50 civilistů z města Błonie. Mnozí z nich byli židé. Generálporučík Joachim Lemelsen, velitel 29. pěší divize, byl chováním vojáků SS otřesen a podal zprávu o jejich zvěrstvech svému nadřízenému, veliteli 10. armády generálu Walteru von Reichenau.

Ten nařídil zadržení Müllera-Johna, avšak o pár dní později nechal Adolf Hitler na žádost Heinricha Himmlera přesunout jurisdikci SS pod samostatný úřad SS a stíhání tím pádem bylo zastaveno.
- Dne 28. května 1940, během evakuace spojeneckých vojsk od Dunkerque bylo zajato 80 britských vojáků a na rozkaz velitele II. praporu, SS-Hauptsturmführera Wilhelma Mohnkeho popraveno. V roce 1988 byl případ znovu otevřen, ale kvůli nedostatku důkazů nebylo vzneseno žádné obvinění.

- V říjnu roku 1941 bylo šest vojáků z 1. tankové divize SS zajato a posléze mučeno a zavražděno sovětskými jednotkami. Poté, co byla v březnu roku 1942 nalezena jejich těla, byl vydán rozkaz, že všichni sovětští vojáci, kteří budou zajati v následujících třech dnech budou popraveni. Bylo popraveno přibližně 4000 vojáků.

- Během třetí bitvy o Charkov v březnu roku 1943 byli vojáci divize obviněni z vraždy 700 zraněných sovětských vojáků v místní vojenské nemocnici.

- V září roku 1943 byli vojáci divize zapleteni do vraždy 22 italských Židů v oblasti Lago Maggiore. Po válce bylo pět vojáků postaveno před soud.

- Dne 19. září 1943 bylo italské městečko Boves ostřelováno a 34 místních civilistů zavražděno vojáky z III. praporu od 2. pluku tankových granátníků SS (SS-Panzergrenadier Regiment 2) pod velením SS-Sturmbannführera Joachima Peipera jako odplata za dva zajaté důstojníky SS.

- Dne 17. prosince 1944 provedla jednotka Kampfgruppe Peiper tzv. Malmédský masakr, při kterém postřílela 71 amerických zajatců.[1]

## Názvy divize

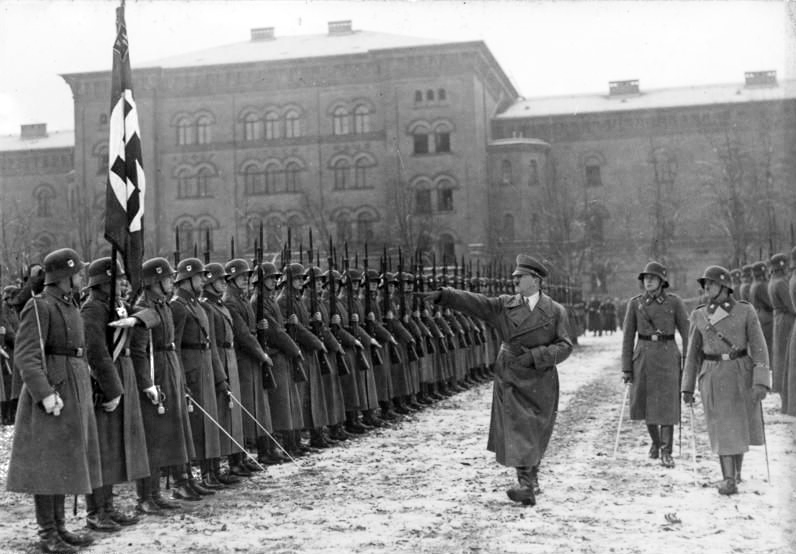
Prosinec 1935 - přehlídka pro Adolfa Hitlera v kasárnách divize, Sepp Dietrich vpravo

- SS-Stabswache Berlin (březen 1933 - květen 1933)
- SS-Sonderkommando Zossen (květen 1933 - září 1933)
- Leibstandarte SS Adolf Hitler (září 1933 - prosinec 1934)
- Leibstandarte SS Adolf Hitler (mot) (prosinec 1934 - červenec 1942)
- SS-Division (mot) LSSAH (červenec 1942 - listopad 1942)
- SS-Panzergrenadier-Division LSSAH (listopad 1942 - říjen 1943)
- 1. SS-Panzer-Division LSSAH (říjen 1943 - květen 1945)

## Velitelé divize
- SS-Oberstgruppenführer Sepp Dietrich (1. září 1939 - 4. červenec 1943)
- SS-Brigadeführer Theodor Wisch (4. červenec 1943 - 20. srpen 1944)
- SS-Brigadeführer Wilhelm Mohnke (20. srpen 1944 - 6. únor 1945)
- SS-Brigadeführer Otto Kumm (6. únor 1945 - 8. květen 1945)

## Náčelníci štábu
- SS-Standartenführer Wilhelm Keilhaus (13. srpen 1940 - 6. duben 1941)
- SS-Hauptsturmführer Rudolf Lehmann (6. duben 1941 - 15. červenec 1942)
- SS-Standartenführer Wilhelm Keilhaus (15. červenec 1942 - 17. červenec 1942)
- SS-Hauptsturmführer Rudolf Lehmann (17. červenec 1942 - duben 1944)
- SS-Obersturmbannführer Erich Grensing (duben 1944 - 2. září 1944)
- SS-Obersturmbannführer Dietrich Ziemssen (2. září 1944 - prosinec 1944)
- SS-Sturmbannführer Ralf Tiemann (prosinec 1944 - 15. leden 1945)
- SS-Obersturmbannführer Dietrich Ziemssen (březen 1945 - květen 1945)

## Oblasti operací
- Polsko a východní fronta, jižní sektor (červen 1941 - červenec 1942)
- Francie (červenec 1942 - leden 1943)
- Východní fronta, jižní sektor (leden 1943 - srpen 1943)
- Itálie (srpen 1943 - říjen 1943)
- Východní fronta (říjen 1943 - duben 1944)
- Belgie, Francie a západní Německo (duben 1944 - prosinec 1944)
- Ardeny (prosinec 1944 - leden 1945)
- Západní Německo (leden 1945 - březen 1945)
- Maďarsko, Rakousko (březen 1945 - květen 1945)

## Početní stavy divize

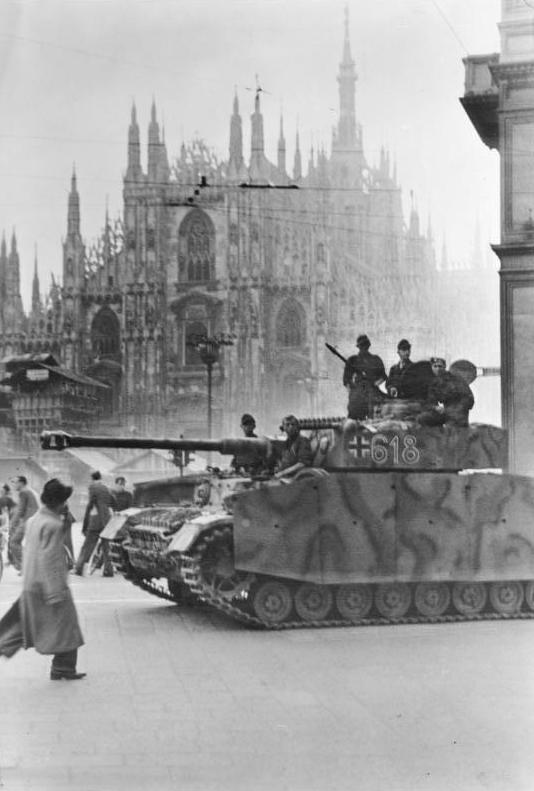
Panzer IV z LSSAH v Miláně, 1943

| Měsíc    | Rok  | Počet  |
| leden    | 1935 | 2 531  |
| leden    | 1936 | 2 650  |
| leden    | 1937 | 3 177  |
| leden    | 1938 | 3 607  |
| prosinec | 1938 | 3 626  |
| červen   | 1941 | 10 796 |
| prosinec | 1942 | 20 844 |
| prosinec | 1943 | 19 867 |
| červen   | 1944 | 19 691 |
| prosinec | 1944 | 22 000 |
| duben    | 1945 | 1 582  |

## Složení divize

Standarta divize (1933-1940)

Standarta divize (1940-1945)

### Složení divize (říjen 1934)
- Stab SS-Standarte (mot) (Štáb pluku SS)
- SS-Kradschützen-Sturm (Motocyklová rota SS)
- SS-Schützen-Stürme (mot) x 9 (Střelecká motorizovaná rota SS x 9)
- SS-Maschinengewehr-Stürme (mot) x 3 (Motorizovaná kulometná rota SS x 3)
- SS-Minenwerfer-Sturm (mot) (Minometná motorizovaná rota SS)
- SS-Nachrichten-Züge (mot) Stab SS-Standarte x 3 (Zpravodajská motorizovaná četa SS x 3)
- SS-Panzerspäh-Zug (četa obrněných vozů SS)
- SS-Musikzug SS-Standarte (Hudební četa SS)

### Složení divize (1. září 1939 až 13. srpna 1940)
- I. Sturmbann „LSSAH“ (I. prapor „LSSAH“)

1. Sturm (1. četa)
2. Sturm (2. četa)
3. Sturm (3. četa)
4. Sturm (MG-Sturm) (4. kulometná četa)
- II. Sturmbann (II. prapor „LSSAH“)

5. Sturm (5. četa)
6. Sturm (6. četa)
7. Sturm (7. četa)
8. Sturm (MG-Sturm) (8. kulometná četa)
- III. Sturmbann (III. prapor „LSSAH“)

9. Sturm (9. četa)
10. Sturm (10. četa)
11. Sturm (11. četa)
12. Sturm (MG-Sturm) (12. kulometná četa)
13. Sturm (Le.IG-Sturm)
14. Pz.Jäg.Sturm (14. rota stíhačů tanků)
15. Kradschützesturm (15. motocyklová rota)
16. sIG-Sturm
- IV. Wachtbatallion (IV. strážní prapor)

- Artillerie-Regiment (Dělostřelecký pluk)

10. Batterie/IV. Artillerie Regiment (10. dělostřelecká baterie)
11. Batterie/IV. Artillerie Regiment (11. dělostřelecká baterie)
12. Batterie/IV. Artillerie Regiment (12. dělostřelecká baterie)
- Panzer Spähe Zug „LSSAH“ (četa obrněných vozidel „LSSAH“)

- Nachrichtenzug Nachrichtensturmbann „LSSAH“ (zpravodajská četa „LSSAH“)

- Kradmeldezug „LSSAH“ (motocyklová spojovací četa „LSSAH“)

- Kraderkundungszug „LSSAH“

- Pionierzug Pioniersturm „LSSAH“ (Ženijní četa „LSSAH“)

- Panzer Sturm Batterie (tanková průzkumná rota)

- Musik-Zug „LSSAH“ (hudební četa „LSSAH“)

- Leichte Infanterie Kolonne „LSSAH“ (Kolona lehké pěchoty „LSSAH“)

### Složení divize (13. srpna 1940 až 15. července 1942)
- I. Batallion „LSSAH“ (I. prapor „LSSAH“)

1. I. Batallion „LSSAH“ (1. rota I. praporu)
2. I. Batallion „LSSAH“ (2. rota I. praporu)
3. I. Batallion „LSSAH“ (3. rota I. praporu)
4.(MG) I. Batallion „LSSAH“ (4. kulometná rota)
5.(s) I. Batallion „LSSAH“ (5. rota)
- II. Batallion „LSSAH“ (II. prapor „LSSAH“)

6. II. Batallion „LSSAH“ (6. rota II. praporu)
7. II. Batallion „LSSAH“ (7. rota II. praporu)
8. II. Batallion „LSSAH“ (8. rota II. praporu)
9.(MG) II. Batallion „LSSAH“ (9. kulometná rota)
10.(s) II. Batallion „LSSAH“ (10. rota)
- III. Batallion (III. prapor)

11. III Batallion „LSSAH“ (11. rota III. praporu)
12. III. Batallion (MG) „LSSAH“ (11. kulometná rota III. praporu)
13. III. Batallion „LSSAH“ (13. rota III. praporu)
14. III. Batallion (MG) „LSSAH“ (14. kulometná rota III. praporu)
15. III. Batallion (s) „LSSAH“ (15. rota III. praporu)
- IV. Batallion (od 10. června 1941) (IV. prapor)

16. IV. Batallion „LSSAH“ (16. rota IV. praporu)
17. IV. Batallion „LSSAH“ (17. rota IV. praporu)
18. IV. Batallion „LSSAH“ (18. rota IV. praporu)
19. IV. Batallion „LSSAH“ (19. rota IV. praporu)
20. IV. Batallion „LSSAH“ (20. rota IV. praporu)
- V. Wach-Batallion (V. strážní prapor)

- Schweres Batallion „LSSAH“ (těžký prapor „LSSAH“)

1. Le.IG „LSSAH“ (lehká polní děla)
2. s.IG „LSSAH“ (těžká polní děla)
3.7 cm Panzer Jäger „LSSAH“ (3.7 cm stíhači tanků)
- VI. Batallion (ze záložního praporu „LSSAH“ 16. březen, 1942)

- VII. Batallion (15. leden, 1941) (VII. prapor)

- Abteilung Schönberger (Oddíl Schönberger)

1. Sturmgeschütz-Batterie (Baterie útočných děl)
2. Panzer-Jäger (4.7 cm) Kompanie (Rota stíhačů tanků (4,7 cm))
- Panzer-Abteilung „LSSAH“ (from Feb 1942)

- Artillerie-Regiment „LSSAH“ (Dělostřelecký pluk „LSSAH“)

I. Artilerie Regiment 1 „LSSAH“ (I. prapor dělostřeleckého pluku)
1. Batterie (1. baterie)
2. Batterie (2. baterie)
3. Batterie (3. baterie)
II. (s)Art.Rgt."LSSAH" (I. prapor dělostřeleckého pluku)
4. (s) Batterie (4. baterie)
5. (s) Batterie (5. baterie)
6. (8,8 cm) Batterie (6. baterie)
7. (8,8 cm) Batterie (7. baterie)
8. (10 cm) Batterie Kanonen-Batterie „LSSAH“ (8. baterie)
- Aufklärungs-Abteilung „LSSAH“ (Průzkumný oddíl „LSSAH“)

1. Kradschützen Kompanie (1. motocyklová rota)
2. Kradschützen Kompanie (2. motocyklová rota)
3. Panzer-Spähe Kompanie (3. motocyklová rota)
4. (s). Kompanie Nachrichtenzug
- Flakzug (2 cm) (Protiletadlová četa, 2 cm)

1. (3.7 cm) Batterie (1. baterie, 3.7 cm)
2. (3.7 cm) Batterie (2. baterie, 3.7 cm)
3. (2 cm) Batterie (3. baterie, 2 cm)
- Leichte Flak-Kolonne (Lehká protiletadlová četa)

- Pionier-Batallion „LSSAH“ (Ženijní prapor „LSSAH“)

- Pionier Kolonne (Ženijní četa)

- Brückenkolonne (četa mostařů)

1. Pionier Kompanie (1. ženijní rota)
2. Pionier Kompanie (2. ženijní rota)
3. Pionier Kompanie (3. ženijní rota)
- Nachrichten-Abteilung „LSSAH“ (Zpravodajský oddíl „LSSAH“)

1. (Fe) Kompanie
2. (Fu) Kompanie
- Leichte Nachrichten-Kolonne (Lehká zpravodajská četa)

- Nachschubtruppen „LSSAH“ (Zásobovací jednotky „LSSAH“)

1. Kraftwagen-Kolonne (1. četa nákladních vozů)
2. Kraftwagen-Kolonne (2. četa nákladních vozů)
3. Kraftwagen-Kolonne (3. četa nákladních vozů)
4. Kraftwagen-Kolonne (4. četa nákladních vozů)
5. Kraftwagen-Kolonne (5. četa nákladních vozů)
6. Kraftwagen-Kolonne (6. četa nákladních vozů)
7. Betriebsstoff-Kolonne (7. četa cisteren)
8. Betriebsstoff-Kolonne (8. četa cisteren)
- Werkstatt-Kompanie (opravárenská rota)

- Waffen-Werkstatt-Zug (četa údržby zbraní)

- Bäckerie-Kompanie (Pekařská rota)

- Schlächterie-Kompanie (Řeznická rota)

- Verpflegungsamt (Stravovaní)

- Feldpostamt (Polní pošta)

- Sanitätsdienste (Zdravotní služba)

1. Sanitäts-Kompanie (1. zdravotní rota)
2. Sanitäts-Kompanie (2. zdravotní rota)
Feldlazarett (Polní nemocnice)
Internist (Internista)
Chirurg (Chirurg)
Kranken-Kraftwagen-Zug (četa sanitních vozů)

### Složení divize (15. července 1942 až 22. října 1942)
- Infanterie-Regiment (mot) 1 „LSSAH“ (1. motorizovaný pěší pluk „LSSAH“)

I. Battalion/Infanterie Regiment 1 „LSSAH“ (I. prapor z 1. motorizovaného pěšího pluku „LSSAH“)
1. Infanterie Regiment 1 „LSSAH“ (1. rota)
2. Infanterie Regiment 1 „LSSAH“ (2. rota)
3. Infanterie Regiment 1 „LSSAH“ (3. rota)
4.(MG) Inf.Rgt.1 „LSSAH“ (4. kulometná rota)
5.(s) Inf.Rgt.1 „LSSAH“ (5. rota)
II. Battalion/Infanterie Regiment 1 „LSSAH“ (II. prapor z 1. motorizovaného pěšího pluku „LSSAH“)
6. Infanterie Regiment 1 „LSSAH“
7. Infanterie Regiment 1 „LSSAH“
8. Infanterie Regiment 1 „LSSAH“
9.(MG) Infanterie Regiment 1 „LSSAH“
10.(s) Infanterie Regiment 1 „LSSAH“
III. Battalion/Infanterie Regiment 1 „LSSAH“ (III. prapor z 1. motorizovaného pěšího pluku „LSSAH“)
11. Infanterie Regiment 1 „LSSAH“ (11. rota)
12. Infanterie Regiment 1 „LSSAH“ (12. rota)
13. Infanterie Regiment 1 „LSSAH“ (13. rota)
14.(MG) Inf.Rgt.1 „LSSAH“ (14. kulometná rota)
15(s) Inf.Rgt.1 „LSSAH“ (15. rota)
16.(Flak) Inf.Rgt.1 „LSSAH“ (16. rota děl Flak)
17.(IG) Inf.Rgt.1 „LSSAH“ (17. rota)
18.(Pz.Jäg.) Inf.Rgt.1 „LSSAH“ (18. rota stíhačů tanků)
- Infanterie-Regiment (mot) 2 „LSSAH“ (2. motorizovaný pěší pluk „LSSAH“)

I. Battalion/Infanterie Regiment 2 „LSSAH“ (I. prapor z 2. motorizovaného pěšího pluku „LSSAH“)
1. Infanterie Regiment 2 „LSSAH“ (1. rota)
2. Infanterie Regiment 2 „LSSAH“ (2. rota)
3. Infanterie Regiment 2 „LSSAH“ (3. rota)
4.(MG) Infanterie Regiment 2 „LSSAH“ (4. kulometná rota)
5.(s) Infanterie Regiment 2 „LSSAH“ (5. rota)
II. Battalion/Infanterie Regiment 2 „LSSAH“ (II. prapor z 2. pěšího pluku „LSSAH“)
6. Infanterie Regiment 2 „LSSAH“ (6. rota)
7. Infanterie Regiment 2 „LSSAH“ (7. rota)
8. Infanterie Regiment 2 „LSSAH“ (8. rota)
9. Infanterie Regiment 2 „LSSAH“ (9. rota)
10. Infanterie Regiment 2 „LSSAH“ (10. rota)
- III.(Gep). Infanterie Regiment 2 „LSSAH“ (III. prapor z 2. pěšího pluku „LSSAH“)

11.(Gep) Infanterie Regiment 2 „LSSAH“ (11. rota)
12.(Gep) Infanterie Regiment 2 „LSSAH“ (12. rota)
13.(Gep) Infanterie Regiment 2 „LSSAH“ (13. rota)
14.(Gep) (s) Infanterie Regiment 2 „LSSAH“ (14. rota)
15.(Flak) Infanterie Regiment 2 „LSSAH“ (15. rota)
16.(IG) Infanterie Regiment 2 „LSSAH“ (16. rota)
17.(Pz.Jäg.) Infanterie Regiment 2 „LSSAH“ (17. rota)
18.(Aufkl.) Infanterie Regiment 2 „LSSAH“ (18. průzkuumná rota)
- SS-Panzer-Regiment 1 „LSSAH“ (1. tankový pluk SS „LSSAH“)

- I. Panzer-Regiment 1 „LSSAH“ (I. prapor z 1. tankového pluku „LSSAH“)

1. Kompanie (1. rota)
2. Kompanie (2. rota)
3. Kompanie (3. rota)
4. Kompanie (4. rota)
le.Kolonne „I. Pz.Abt.1 "LSSAH“
- II. Panzer-Regiment 1 „LSSAH“ (II. prapor z 1. tankového pluku „LSSAH“)

5. Kompanie (5. rota)
6. Kompanie (6. rota)
7. Kompanie (7. rota)
le-Kolonne „II. Pz.Abt.1 "LSSAH“
- Panzer-Werstatt-Kompanie

- Panzer-Pionier-Kompanie (Tanková ženijní rota)

- Artillerie-Regiment 1 „LSSAH“ (1. dělostřelecký pluk „LSSAH“)

I.(Le) Art.Rgt.1 „LSSAH“ (I. dělostřelecký prapor)
II. Art.Rgt.1 „LSSAH“ (II. dělostřelecký prapor)
III. Art.Rgt.1 „LSSAH“ (III. dělostřelecký prapor)
- Aufklärungs-Abteilung 1 „LSSAH“ (1. průzkumný prapor „LSSAH“)

1. Krad-Kompanie (VW) (1. motostřelecká rota)
2. Krad-Kompanie (VW) (2. motostřelecká rota)
3. le. SPW-Kompanie (4. rota lehkých vozidel)
4. Panzer-Späh-Kompanie (4. rota obrněných vozidel)
5. (s) Kompanie
- Nachrichtenzug (zpravodajská četa)

- Flakzug (četa děl Flak)

- Panzer-Jäger-Abteilung 1 „LSSAH“ (1. prapor stíhačů tanků „LSSAH“)

- Flak-Abteilung 1 „LSSAH“ (1. oddíl protiletecké obrany „LSSAH“)

- Pionier-Batallion 1 „LSSAH“ (1.ženijní prapor „LSSAH“)

- Nachrichten-Abteilung 1 „LSSAH“ (1. zpravodajský oddíl „LSSAH“)

- Nachschubtruppen 1 „LSSAH“ (1. zásobovací četa „LSSAH“)

- Instandsetzungs-Abteilung 1 „LSSAH“ (1. opravárenský oddíl „LSSAH“)

- Verwaltungsdienste Wirtschafts-Batallion „LSSAH“ (Správní prapor „LSSAH“)

- Sanitäts-Abteilung 1 „LSSAH“ (1.sanitní oddíl „LSSAH“ )